# Domingo Martínez
Domingo Martínez o Martín (m. 1273) va ser un religiós castellà. Va ser escollit l'any 1273 bisbe d'Àvila, però va morir el mateix any en qualitat d'electe sense arribar mai a prendre possessió del seu càrrec a la diòcesi.
No es tenen gaires dades d'aquest prelat, abans de ser bisbe electe havia estat ardiaca d'Olmedo. A la capella de Velada de la catedral d'Àvila hi ha una tomba que fa referència a aquest bisbe i n'esmenta la data de la seva mort, però és ben possible que aquesta no fos la seva tomba veritable, doncs les lletres gòtiques dels sepulcres de la catedral referents a bisbes van ser posats al segle xvi, vers el 1550, a partir de notícies que es tenien a l'època sobre bisbes anteriors. Per tant, hi ha molts dubtes que les tombes episcopals d'Àvila corresponguin als bisbes que s'esmenten en els sepulcres.